# Burgstall Neuenburg (Sugenheim)
Der Burgstall Neuenburg ist eine abgegangene mittelalterliche Höhenburg in Spornlage auf dem 412 m hohen Schlossbuck bei Ingolstadt, einem heutigen Gemeindeteil des Marktes Sugenheim im Landkreis Neustadt an der Aisch-Bad Windsheim in Bayern.
Von der ehemaligen umfangreichen, mehrteiligen Burganlage sind Abschnittsgräben und Wälle erhalten. Die Burg war der Stammsitz eines edelfreien Geschlechts, dem der Würzburger Bischof Manegold von Neuenburg (1287–1303) entstammte. Später war die Burg im Besitz des Hochstifts Würzburg. Sie wurde 1525 im Bauernkrieg zerstört oder beschädigt und verfiel in der Folgezeit, das hochstiftische Amt wurde nach Markt Bibart verlegt.